# Gardenscapes
Gardenscapes — мобильная free-to-play игра, выпущенная компанией Playrix в августе 2016 года. Игра доступна на платформах iOS, Android, Amazon App Store, Facebook и Microsoft Store, и совмещает традиционные механики жанра «три в ряд» и сюжетную линию. Gardenscapes — это история дворецкого Остина, который восстанавливает фамильный сад.

## Игровой процесс
Gardenscapes — головоломка в жанре «три в ряд», в которой игрокам необходимо перемещать соседние элементы на игровом поле, чтобы собирать их в ряды по три. На каждом уровне есть цель — собрать определённое количество элементов, найти садовых гномов и т. д. Gardenscapes разбита на главы — когда игрок проходит уровни, он зарабатывает звезды, за которые открываются новые главы.
По мере того, как игроки выполняют задания, они могут выбирать между тремя различными декоративными элементами для определённой части своего сада, как и в предыдущих играх. У игроков также есть возможность подружиться с игровыми персонажами, проследить за ними в игровой социальной сети, а также составить компанию анимированной собаке.
По состоянию на 29 сентября 2024 года уровень 15586 является последним. По окончании финального уровня, вы можете войти в золотой кубок, где вы можете подняться на лидирующую позицию, чтобы заработать больше призов, пока не выйдет следующий набор уровней. Как правило, каждый четверг выходит 40 новых уровней.

## Оценки и награды игры
Более 7,5 миллионов людей играют в Gardenscapes каждый день. Она стала «Игрой года» по версии Facebook в 2016 году. К ноябрю 2017 года, общее количество скачиваний достигло 92 миллионов.
По данным Mediascope игра Gardenscapes является приложением, в котором россияне проводят больше всего времени — 46 минут в день.

## Споры
Gardenscapes, наряду с другими играми от Playrix, подвергается критике в интернете за отображение вводящей в заблуждение рекламы, которая изображает игровой процесс, не точно отражающий саму игру.
В октябре 2020 года Управление по стандартам рекламы запретило два объявления о Homescapes и Gardenscapes на том основании, что они вводили пользователей в заблуждение о реальном игровом процессе.